# Marcus Pløen Ingstad
Marcus Pløen Ingstad, född 18 augusti 1837 i Kristiania (nuvarande Oslo), död där 17 september 1918, var en norsk jurist.
Ingstad blev juris kandidat 1861, universitetsstipendiat 1865 och utnämndes 1870 till professor i romersk rätt vid Kristiania universitet. Han var 1880–91 extra ordinarie assessor i Høyesterett. Han författade bland annat Om Romerretsstudiet (1876), Om leie efter romersk ret. Oversættelse og forklaring af Digesternes 19. bogs 2. titel delvis under sammenligning med norsk ret (1911) och Den romerske obligationsrets almindelige del, delvis under sammenligning med norsk ret (utgiven av Edward Isak Hambro, 1920). Hans föreläsningar cirkulerade i övertryck, men blev aldrig utgivna. Han var medutgivare av "Repertorium for praktisk lovkyndighed". År 1877 blev han juris hedersdoktor vid Uppsala universitet.